# Zona bioapicolă din Câmpia Dunării
Zona bioapicolă din Câmpia Dunării cuprinde stepa și silvostepa dunareană și se caracterizează printr-o climă continentală cu temperaturi medii anuale peste 100C (primavara peste 10°C, vara +22°C, toamna +12°C, iarna +1°C) si precipitatii anuale între 400-600 mm, vegetația este tipic de stepă și silvostepă, în care se întâlnesc  masive de salcâm, păduri de șleau cu masive de tei. 
Pajiștile naturale sunt foarte puține, zona fiind tipic agricolă, culturile cerealiere, tehnice si furajere ocupând cele mai mari suprafețe. Din punct de vedere apicol zona se carcterizează prin două culesuri de producție, salcâm, tei și floarea-soarelui și mai multe culesuri de întretinere la pomii si arbuștii fructiferi, pășuni, flora din incinta localităților. 
Spre sfârsitul verii, în luncile râurilor, în regiunea inundabilă a râurilor și in Delta Dunării se asigură culesuri însemnate de la flora meliferă de baltă, specia de bază fiind menta. 
Datorită ponderii culturilor agricole entomofile din această zonă, productia de miere realizată, deși în cantități apreciabile în special ca producție marfă (salcâm și floarea soarelui) devine secundară față de aportul pe care albinele îl aduc la sporirea producției agricole prin polenizarea acestora.